# Gray Matter
Gray Matter – komputerowa gra przygodowa typu point-and-click wydana w 2010 przez dtp entertainment na platformę Microsoft Windows oraz Xbox 360. W planach jest też wersja na Wii. Polską dystrybucją zajął się CD Projekt.
Akcja rozgrywa się w Oxfordzie i Londynie. Gra opowiada historię Samanty Everett, iluzjonistki oraz doktora Davida Stylesa, neurobiologa.

## Fabuła
W burzliwą noc, Sam Everett jedzie motocyklem, chcąc dostać się do Londynu. Jednak wiatr obraca drogowskaz na rozdrożu drogi, wskutek czego dziewczyna zbacza z kursu. Wkrótce jej pojazd psuje się w pobliżu posiadłości Dread Hill. Nie chcąc spędzić kolejnej nocy pod gołym niebem młoda iluzjonistka wpada na pomysł, by podszyć się pod nową asystentkę doktora Stylesa oraz studentkę Oxfordu.
Następnego dnia Samantha postanawia opuścić Dread Hill zanim ktoś zorientuje się, że jest oszustką. Jednak brak funduszy sprawia, że dziewczyna jest gotowa jeszcze przez jakiś czas pociągnąć swoją grę. Jej pierwszym zadaniem jako nowej asystentki jest znalezienie sześciu ochotników do wzięcia udziału w tajemniczym eksperymencie.

## Postacie
- Samanta Everett (głos ang. Phillipy Alexander) – Sam jest młodą Amerykanką, poszukującą swojego miejsca na Ziemi. Podróżuje po Europie, poznając nowe miejsca, obce kultury i szkoląc się w fachu iluzjonistki. Na życie zarabia oczarowując publiczność magicznymi sztuczkami. Właśnie była w drodze do Londynu, gdzie chciała zdobyć członkostwo w "Klubie Dedala" - stowarzyszenia iluzjonistów - lecz wskutek zbiegu okoliczności zostaje asystentką człowieka-zagadki o trudnej przeszłości, doktora Davida Stylesa[1]. Sam nie jest najlepszą kandydatką, by go zrozumieć, jednak ich drogi, mimo wszystko skrzyżowały się.
- David Styles (głos ang. Steven Pacey) – niegdyś był słynnym profesorem neurobiologii na Oxfordzie, jednak w wyniku tajemniczego wypadku stracił żonę, a sam stał się zgorzkniały i zyskał opinię szaleńca. W swoim laboratorium w rodzinnej posiadłości Dread Hill prowadzi badania, lecz coraz trudniej jest mu znaleźć obiekty doświadczalne, gdyż jego nazwisko budzi przerażenie wśród studentów. Gdy wreszcie udaje mu się pozyskać szóstkę ochotników na uniwersytecie dochodzi do kilku dziwnych zdarzeń. Styles jako naukowiec przez lata badał ludzkie umysły, jednak nawet on nigdy nie widział niczego, co przypominałoby te niezwykłe wydarzenia[2].

## O grze
Gray Matter jest klasyczną grą przygodową, z charakterystycznym dla tego typu sterowaniem point'n'click, czyli wskaż i kliknij. Innowacją jest natomiast możliwość śledzenia procentowego postępu gry w każdym rozdziale oraz wyświetlenia podpisów wszystkich aktywnych obiektów na planszy. Autorką scenariusza jest Jane Jensen, która w historii zapisała się już między innymi cyklem gier Gabriel Knight i współpracą z Sierra On-line. Produkcję można określić mianem „niemal rodzinnej”, gdyż wkład w jej powstanie mieli między innymi mąż Jensen Robert Holmes oraz zespół jej przybranej córki Raleigh Holmes The Scarlet Furies, którego utwory wykorzystano w grze. Ze względu na budżet, Gary Matter pozbawiono całego rozdziału oraz kilku scen. Sporemu skróceniu uległy także cut-scenki, co uzasadniono zbytnim obciążeniem kodu gry. Podobnie jak w wielu poprzednich grach Jensen, zarówno odwiedzane lokacje, jak i badania Davida, wzorowane są na autentycznych miejscach i teoriach naukowych.
Fabuła Gray Matter jest liniowa, lecz występują w niej dwie postacie sterowane, co pozwala na rozpatrywanie historii z różnych stron. Rozwiązanie graficzne łączy w sobie elementy 2D, (tła, przetworzone za pomocą multiplanowej kamery 3D) oraz 3D, (projekt postaci).
Gra podzielona jest na rozdziały, z czego na każdy składa się zestaw punktowanych zadań. Ponadto, w trakcie rozgrywki, gracz będzie miał okazję zmierzyć się z kilkoma zagadkami logicznymi, a także wykorzystać magiczne sztuczki Sam. Istnieje też możliwość wykonywania zadań pobocznych. Dodatkową atrakcją są wyświetlane w trakcie ładowania poszczególnych lokacji krótkie informacje na temat Davida i Sam, a także ciekawostki historyczne i mitologiczne.

## Marketing i dystrybucja
Pierwsze wzmianki o Gray Matter pojawiły się w roku 2003, pod nazwą Jane-J Project, jednak prace nad scenariuszem, Jansen rozpoczęła zaraz po ostatniej części Gabriel Knight. Pierwotnie, grą zajmowało się węgierskie studio Hungarian Tonuzaba, natomiast wydawcą miało zostać The Adventure Company. W 2004, zawieszono jednak produkcję i dopiero dwa lata później, niemiecka firma DTP, szukając projektu o dużym potencjale, wskrzesiła wizję Jane Jansen, która zyskała oficjalny tytuł Gray Matter. 2 kwietnia 2008 ogłoszono oficjalnie, że Tonzuba zstąpił francuski developer Wizarbox, a dystrybutora DTP Entertainment, ówcześnie Anakonda. Tempo prac przyspieszyło, ale mimo to, projekt wciąż miał opóźnienia. Do jednego z nich, przyczyniła się zmiana nazwy firmy Anakonda na DTP, co skutkowało przesunięciem planowanego terminu wydania gry na 2010 rok.

### Edycja kolekcjonerska
Edycja kolekcjonerska gry, została wydana w metalowym pudełku zawierającym płytę z grą, soundtrack, pięć ekskluzywnych pocztówek, talię kart z postaciami z gry oraz podwójny plakat. Jak na razie, edycja ta wyszła wyłącznie w języku niemieckim, choć są plany na wersję angielską.

## Soundtrack
Kompozytorem muzyki do Gray Matter jest Robert Holmes, jednak część utworów, stanowi covery zespołu The Scarlet Furies. Soundtrack można zakupić w edycji kolekcjonerskiej. (Niedostępna w Polsce).